# Tramea insularis
Tramea insularis är en trollsländeart som beskrevs av Hagen 1861. Tramea insularis ingår i släktet Tramea och familjen segeltrollsländor. Inga underarter finns listade i Catalogue of Life.